# 那須信吾
那須 信吾（なす しんご、文政12年11月11日（1829年12月6日）- 文久3年9月24日（1863年11月5日））は、幕末期の土佐藩の郷士。諱は重民。名は虎吉とも。変名に石原幾之進。

## 生涯
文政12年11月11日（1829年12月6日）、土佐藩の家老を務める深尾家々臣である浜田光章の三男として生まれる。幼くして父を失ったため、槍術道場主の郷士・那須俊平の娘婿となる。田中光顕の叔父にあたる。武市瑞山に深く傾倒し、文久元年（1861年）に土佐勤王党に加わった。坂本龍馬とも親交があり、文久2年3月に龍馬が脱藩する際には、那須邸に宿泊し、信吾は国境の韮ヶ峠まで道案内をしている。文久2年4月8日（1862年5月6日）武市の指示により安岡嘉助や大石団蔵らと共に、尊王を無視して藩政改革、佐幕を唱える吉田東洋を暗殺した上で脱藩し、長州藩を頼り逃亡、京都に潜伏する。
文久3年8月17日（1863年9月29日）、先に土佐藩を脱藩していた吉村虎太郎らと天誅組の変に参加し、軍監を務める。五条代官所襲撃後、信吾は軍使として高取藩へ赴き高取藩家老と談判し恭順を迫り、これを約束させた。しかしその直後、八月十八日の政変により大和行幸は中止となり、先に天誅組に恭順を約した高取藩が態度を翻して兵糧の差し出しを拒否したため、天誅組は高取城攻撃を決定する。高取城へ向けて進撃中、捕らえられた高取藩の斥候を信吾が尋問するが、返答しなかったため斬首している。高取城攻略は失敗に終わり、周辺諸藩から追討軍が派遣されると、天誅組は熊野方面へ退却する方針となった。信吾は吉村や池内蔵太らと共に徹底抗戦を主張し、天ノ川辻に留まり別働隊として追討軍を迎え打つ事とした。五条には紀州藩の追討軍が進出して来ていたが、実体不明の天誅組を恐れて進軍は滞っていた。その様子を見て取った信吾らは8月30日夜、紀州藩陣地に夜襲を掛けて紀州藩兵を駆逐し、陣地に放火して武具や食料等の戦利品を奪って引き上げた。その後、再び戻って来た本隊が合流し、周辺で追討軍と交戦を繰り広げるが、天ノ川辻守備陣地は追討軍に包囲され陥落、信吾らも十津川郷へ退却する。しかし、十津川郷士の離反を受けた天誅組は活動継続が不可能となって解散が決定していた。
一行は河内方面への脱出を試みて大和山中を移動、鷲尾峠を経て、同年9月24日（1863年11月5日）、鷲家口（奈良県東吉野村）に至るが、そこには彦根藩兵が陣を張っていた。そこで、まず決死隊が敵陣に夜襲を掛け、その混乱を突いて主将中山忠光を脱出させる事となり、信吾は志願して宍戸弥四郎、植村定七、林豹吉郎、鍋島米之助、前田繁馬の6名で決死隊を編成し、その隊長となった。信吾らは敵陣に忍び寄ると側面から斬り込み、その際に植村が戦死したものの、敵陣を大混乱に陥れた。他の5人は脇本陣目掛けて突入し、信吾は脇本陣の碇屋前で彦根藩士大館孫左衛門を倒し、更に突撃を試みたが、銃撃を受けその場で絶命した。享年35（満33歳没）。信吾の首は京都に運ばれ、翌10月、吉村寅太郎ら12名の隊士の首と共に粟田口に晒された。
明治27年（1894年）、当時小川村となっていた鷲家口の住民梶谷留吉の尽力により、信吾らの墓碑が明治谷墓地（現奈良県東吉野村）に建立された。
墓所は他に、京都府の霊山墓地、高知県高岡郡梼原町の「那須先生父子邸址」に俊平・信吾父子の招魂碑がある。また、同町内には「勤王六志士の墓」として那須信吾ほか吉村寅太郎らの墓碑がある。
辞世は『君ゆえに 惜しからぬ身をながらえて　今この時に あふぞうれしき』。明治24年（1891年）12月、贈従四位。
昭和51年（1976年）、慎吾生誕の地である高知県檮原町と、最期の地である奈良県東吉野村は友好町村盟約を結んでいる。

## 逸話
武勇に優れた怪力の持ち主で、身長は六尺（約180cm）近くあり、「天狗様」と称されたという。
走ることにおいては馬より速いとまで噂されたといい、片道2日かかる高知城下まで25里の道程を1日で駆けたとの逸話がある。
田中光顕は、「身長六尺、堂々たる偉丈夫。十匁の火縄銃に弾薬をこめ、直立して射撃する場合に、少しも姿勢をくずさなかったといわれる。気象もまた豪放闊達で、気節を重んずる古武士の風格があった」と記している。
また、坊主頭に丸めて医者の修業をしていたが、一時的に飽きて辞め、唐突に武士を目指したことがあるという。

## 黒駒勝蔵との関係
那須信吾は甲斐国八代郡上黒駒村（山梨県笛吹市御坂町）の博徒・黒駒勝蔵のもとへ身を寄せていたとする説がある。
これは上黒駒村出身で実業家の堀内良平（1870年 -　1944年）により1913年に出版された勝蔵の伝記『勤王侠客 黒駒勝蔵』に記されている。堀内の勝蔵伝はフィクションの部分も含まれているが、当時存命していた勝蔵の関係者にも取材しており、この中に那須信吾に関する伝承が含まれる。同書では「勝蔵の甥に当たる長助といふ老人」からの伝聞として、文久2年（1862年）6月頃に「石原」と名乗る武士が勝蔵を訪ね、同年9月に京都へ戻るまで上黒駒村に滞在していたとしている。さらに田中光顕と光顕の秘書・澤本孟虎の旧談として「石原」は那須信吾の変名「田中幾之進」で、那須は文久3年（1863年）の天誅組の変に参加するよう勝蔵のもとを訪れたされる。那須は勝蔵も師事していた上黒駒村の檜峰神社神主で私塾を経営していた武藤家の食客になっていたという。

## 関連作品

### 小説・歴史資料
- 『信吾の歯』（羽山信樹短編集『幕末刺客列伝』所収、角川書店）
- 『山梨県立博物館　調査・研究報告6 博徒の活動と近世甲斐国における社会経済の特質』山梨県立博物館、2013年。
- 『維新風雲回顧録』（田中光顕）
- 『土佐の夜雨』　司馬遼太郎『幕末』(文春文庫)収録

### 漫画
- 『お〜い!竜馬』（原作・武田鉄矢、作画・小山ゆう、小学館）
- 『竜馬がゆく』（原作・司馬遼太郎、漫画：鈴ノ木ユウ）

### テレビアニメ
- 『お～い!竜馬』（1992年、NHK総合、声：宇垣秀成）

### テレビドラマ
- 『竜馬がゆく』（1968年、NHK大河ドラマ、演：藤岡重慶）
- 『龍馬伝』（2010年、NHK大河ドラマ、演：天野義久）